# George Genereux
George Patrick Genereux (Saskatoon, 1º marzo 1935 – Saskatoon, 10 aprile 1989) è stato un tiratore a volo canadese.

## Biografia
La madre Catherine Mary Devine era infermiera, mentre il padre, Arthur George Genereux, era medico. Era lo zio dell'attore Brendan Fraser, figlio della sorella Carol Mary.

## Palmarès

### Olimpiadi
- 1 medaglia:
  - 1 oro (Helsinki 1952 nel trap)